# Puchar Polski w piłce siatkowej kobiet (2012/2013)
Puchar Polski w piłce siatkowej kobiet 2012/2013 – 56. sezon rozgrywek o siatkarski Puchar Polski odbywający się od 1932 roku. 

## System rozgrywek
Rozgrywki składały się z pięciu rund wstępnych, ćwierćfinałów i turnieju finałowego. Drużyny, które grają w II lidze rozpoczynają od 1. rundy. Następnie w 3. rundzie do zwycięzców z 2. rundy dojdą drużyny z I ligi, następnie w 5. rundzie rozpoczną rozgrywki drużyny z PlusLigi, które po pierwszej części sezonu zajęły miejsca 5-10. A od ćwierćfinału występować będą drużyny z pierwszej czwórki pierwszej części sezonu zasadniczego. Gospodarzem w rundach wstępnych jest drużyna, która zajęła niższą pozycję w klasyfikacji końcowej lub z niższej ligi.

## Drużyny uczestniczące
| ORLEN Liga 10 drużyn        | ORLEN Liga 10 drużyn |
| --------------------------- | -------------------- |
| BKS Aluprof Bielsko-Biała   | ćwierćfinał          |
| Muszynianka Muszyna         | półfinał             |
| Tauron MKS Dąbrowa Górnicza | zwycięzca            |
| Atom Trefl Sopot            | finał                |
| AZS Białystok               | 6. runda             |
| Budowlani Łódź              | 6. runda             |
| KS Pałac Bydgoszcz          | ćwierćfinał          |
| Siódemka Legionowo          | 6. runda             |
| PTPS Piła                   | ćwierćfinał          |
| Impel Wrocław               | półfinał             |

| I liga 11 drużyn             | I liga 11 drużyn |
| ---------------------------- | ---------------- |
| Jedynka Aleksandrów Łódzki   | 6. runda         |
| KS Murowana Goślina          | 4. runda         |
| Wisła Kraków                 | 4. runda         |
| TKS-T Budowlani Budlex Toruń | 3. runda         |
| Chemik Police                | 5. runda         |
| MUKS Sparta Warszawa         | 3. runda         |
| Wieżyca 2011 Stężyca         | 5. runda         |
| KSZO Ostrowiec Św.           | 4. runda         |
| AZS UE Kraków                | ćwierćfinał      |
| Silesia Volley I             | 3. runda         |
| Stal Mielec                  | 4. runda         |

| niższe ligi 4 drużyn   | niższe ligi 4 drużyn |
| ---------------------- | -------------------- |
| E.Leclerc Orzeł Elbląg | 3. runda             |
| Zawisza Sulechów       | 3. runda             |
| PLKS Pszczyna          | 3. runda             |
| Silesia Volley II      | 3. runda             |

## Rozgrywki

### 3. runda
| Data       | Drużyna 1                  | Wynik | Drużyna 2                          | Sety                       |
| ---------- | -------------------------- | ----- | ---------------------------------- | -------------------------- |
| 10.10.2012 | Jedynka Aleksandrów Łódzki | 3:0   | Silesia Volley I Mysłowice/Chorzów | 25:16, 25:18, 25:10        |
| 10.10.2012 | Orzeł Elbląg               | 0:3   | KS Murowana Goślina                | 20:25, 19:25, 18:25        |
| 10.10.2012 | AGH Galeco Wisła Kraków    | 3:1   | TKS-T Budowlani Budlex Toruń       | 25:15, 25:22, 23:25, 25:18 |
| 10.10.2012 | MLKS Zawisza Sulechów      | 0:3   | PSPS Chemik Police                 | 15:25, 16:25, 22:25        |
| 10.10.2012 | Bank BPS Sparta Warszawa   | 0:3   | Wieżyca Stężyca                    | 16:25, 21:25, 17:25        |
| 10.10.2012 | PLKS Pszczyna              | 1:3   | AZS KSZO Ostrowiec Świętokrzyski   | 28:20, 23:25, 25:23, 18:25 |
|            | Silesia Volley II          | 0:3   | Eliteski AZS UEK Kraków            | walkower                   |
|            | Stal Mielec                |       |                                    | wolny los                  |

### 4. runda
| Data       | Drużyna 1                        | Wynik | Drużyna 2           | Sety                             |
| ---------- | -------------------------------- | ----- | ------------------- | -------------------------------- |
| 14.11.2012 | Jedynka Aleksandrów Łódzki       | 3:0   | KS Murowana Goślina | 25:16, 25:19, 25:22              |
| 14.11.2012 | AGH Galeco Wisła Kraków          | 1:3   | PSPS Chemik Police  | 25:17, 15:25, 26:28, 19:25       |
| 14.11.2012 | AZS KSZO Ostrowiec Świętokrzyski | 2:3   | Wieżyca Stężyca     | 24:26, 25:15, 28:26, 23:25, 8:15 |
| 14.11.2012 | Eliteski AZS UEK Kraków          | 3:1   | Stal Mielec         | 25:20, 25:19, 21:25, 25:18       |

### 5. runda
| Data       | Drużyna 1                  | Wynik | Drużyna 2               | Sety                              |
| ---------- | -------------------------- | ----- | ----------------------- | --------------------------------- |
| 05.12.2012 | Jedynka Aleksandrów Łódzki | 3:2   | PSPS Chemik Police      | 25:17, 19:25, 26:24, 17:25, 15:10 |
| 05.12.2012 | Wieżyca Stężyca            | 0:3   | Eliteski AZS UEK Kraków | 22:25, 12:25, 21:25               |

### 6. runda
| Data       | Drużyna 1                         | Wynik | Drużyna 2                         | Sety                       |
| ---------- | --------------------------------- | ----- | --------------------------------- | -------------------------- |
| 13.02.2013 | Jedynka Aleksandrów Łódzki        | 1:3   | Impel Wrocław                     | 25:15, 15:25, 22:25, 17:25 |
| 18.02.2013 | Impel Wrocław                     | 3:1   | Jedynka Aleksandrów Łódzki        | 25:11, 19:25, 25:18, 25:22 |
|            |                                   |       |                                   |                            |
| 13.02.2013 | Siódemka LTS Legionovia Legionowo | 0:3   | PTPS Piła                         | 15:25, 23:25, 17:25        |
| 17.02.2013 | PTPS Piła                         | 1:3   | Siódemka LTS Legionovia Legionowo | 25:20, 21:25, 23:25, 21:25 |
|            |                                   |       |                                   |                            |
| 13.02.2013 | Eliteski AZS UEK Kraków           | 3:0   | Budowlani Łódź                    | 25:14, 25:21, 27:25        |
| 17.02.2013 | Budowlani Łódź                    | 3:0   | Eliteski AZS UEK Kraków           | 26:24, 25:21, 25:16        |
|            |                                   |       |                                   |                            |
| 20.02.2013 | KS Pałac Bydgoszcz                | 3:0   | AZS Białystok                     | 27:25, 25:11, 25:15        |
| 21.02.2013 | KS Pałac Bydgoszcz                | 3:0   | AZS Białystok                     | 25:13, 25:12, 25:11        |

### Ćwierćfinały
| Data       | Drużyna 1                          | Wynik | Drużyna 2                   | Sety                             |
| ---------- | ---------------------------------- | ----- | --------------------------- | -------------------------------- |
| 22.02.2013 | Eliteski AZS UEK Kraków            | 0:3   | Muszynianka Fakro Muszyna   | 20:25, 20:25, 21:25              |
| 05.03.2013 | Bank BPS Muszynianka Fakro Muszyna | 3:0   | Eliteski AZS UEK Kraków     | 25:18, 28:26, 25:14              |
|            |                                    |       |                             |                                  |
| 27.02.2013 | Impel Wrocław                      | 3:2   | BKS Aluprof Bielsko-Biała   | 22:25, 25:20, 25:16, 21:25, 15:9 |
| 06.03.2013 | BKS Aluprof Bielsko-Biała          | 3:2   | Impel Wrocław               | 16:25, 23:25, 25:16, 25:23, 15:7 |
|            |                                    |       |                             |                                  |
| 27.02.2013 | KS Pałac Bydgoszcz                 | 1:3   | Atom Trefl Sopot            | 19:25, 22:25, 25:22, 17:25       |
| 02.03.2013 | Atom Trefl Sopot                   | 3:0   | KS Pałac Bydgoszcz          | 25:17, 25:22, 25:20              |
|            |                                    |       |                             |                                  |
| 27.02.2013 | PTPS Piła                          | 0:3   | Tauron MKS Dąbrowa Górnicza | 17:25, 12:25, 20:25              |
| 05.03.2013 | Tauron MKS Dąbrowa Górnicza        | 3:0   | PTPS Piła                   | 25:15, 25:15, 25:19              |

### Turniej finałowy

#### Drabinka

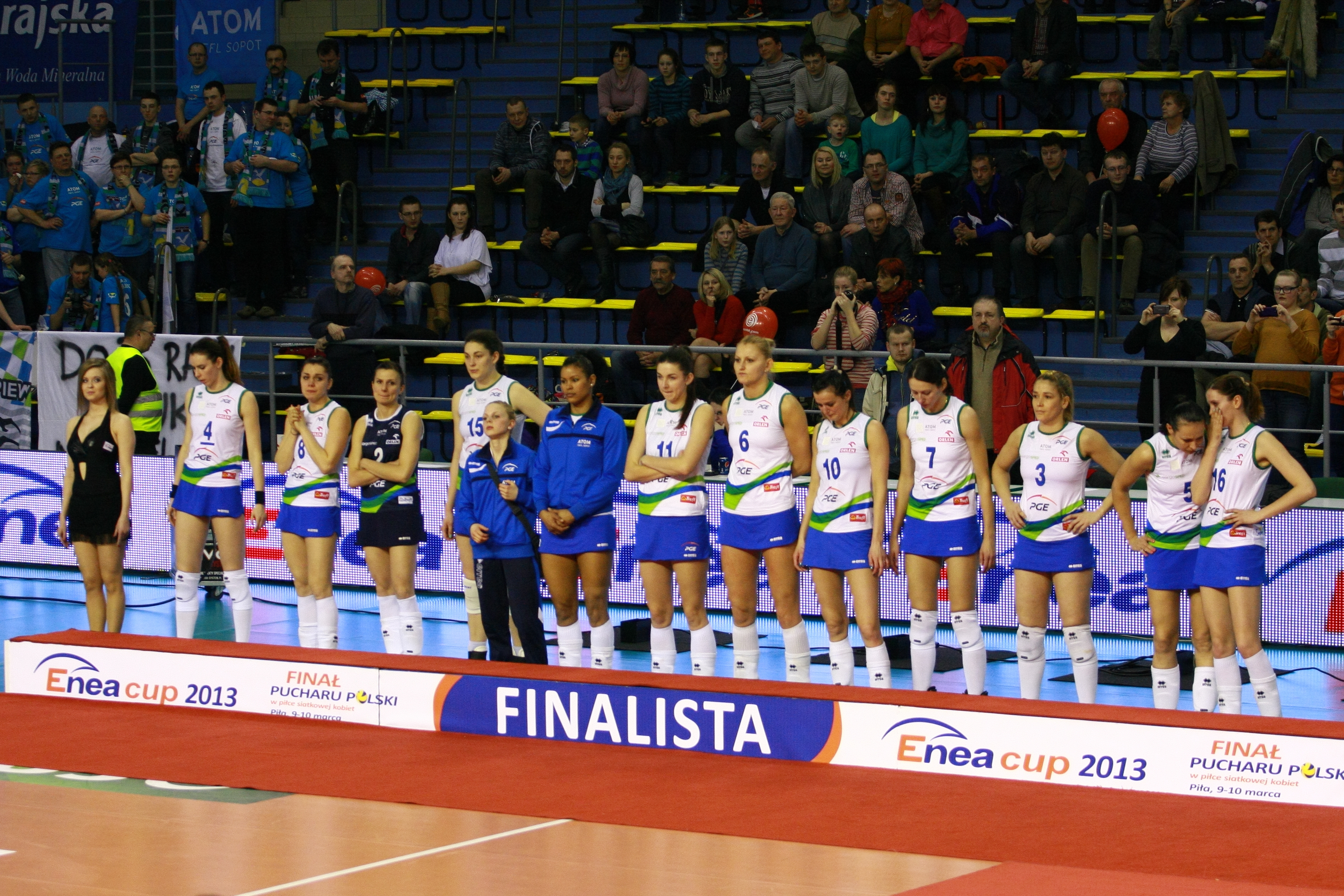
Zawodniczki Atomu Trefl Sopot finalistkami Pucharu Polski 2012/2013

|  |                      |                      |                      |                      |   |                  |                  |       |
|  | Półfinał             | Półfinał             | Półfinał             |                      |   | Finał            | Finał            | Finał |
|  | Półfinał             | Półfinał             | Półfinał             |                      |   | Finał            | Finał            | Finał |
|  | 09.03.2013 - Piła    |                      |                      |                      |   |                  |                  |       |
|  |                      |                      |                      |                      |   |                  |                  |       |
|  | Impel Wrocław        | Impel Wrocław        | 2                    |                      |   |                  |                  |       |
|  | Impel Wrocław        | Impel Wrocław        | 2                    | 10.03.2013 - Piła    |   |                  |                  |       |
|  | Atom Trefl Sopot     | Atom Trefl Sopot     | 3                    |                      |   |                  |                  |       |
|  | Atom Trefl Sopot     | Atom Trefl Sopot     | 3                    |                      |   | Atom Trefl Sopot | Atom Trefl Sopot | 2     |
|  | 09.03.2013 - Piła    |                      |                      |                      |   | Atom Trefl Sopot | Atom Trefl Sopot | 2     |
|  |                      |                      | MKS Dąbrowa Górnicza | MKS Dąbrowa Górnicza | 3 |                  |                  |       |
|  | MKS Dąbrowa Górnicza | MKS Dąbrowa Górnicza | MKS Dąbrowa Górnicza | MKS Dąbrowa Górnicza | 3 | 3                |                  |       |
|  | MKS Dąbrowa Górnicza | MKS Dąbrowa Górnicza |                      |                      |   |                  |                  |       |
|  | Muszynianka Muszyna  | Muszynianka Muszyna  | 2                    |                      |   |                  |                  |       |
|  | Muszynianka Muszyna  | Muszynianka Muszyna  | 2                    |                      |   |                  |                  |       |

#### Półfinały
| Data       | Drużyna 1                   | Wynik | Drużyna 2                          | Sety                              |
| ---------- | --------------------------- | ----- | ---------------------------------- | --------------------------------- |
| 09.03.2013 | Impel Wrocław               | 2:3   | Atom Trefl Sopot                   | 18:25, 25:16, 21:25, 25:16, 8:15  |
| 09.03.2013 | Tauron MKS Dąbrowa Górnicza | 3:2   | Bank BPS Muszynianka Fakro Muszyna | 23:25, 25:20, 23:25, 25:21, 15:12 |

#### Finał
| Data       | Drużyna 1        | Wynik | Drużyna 2                   | Sety                              |
| ---------- | ---------------- | ----- | --------------------------- | --------------------------------- |
| 10.03.2013 | Atom Trefl Sopot | 2:3   | Tauron MKS Dąbrowa Górnicza | 24:26, 20:25, 25:21, 25:23, 15:17 |